# Acalypha lancetillae
Acalypha lancetillae é uma espécie de flor do gênero Acalypha, pertencente à família Euphorbiaceae.